# Girolamo da Praga
Girolamo da Praga, in ceco Jeroným Pražský (Praga, 1370 circa – Costanza, 30 maggio 1416), è stato un teologo ceco riformatore, bruciato sul rogo come eretico.

## Biografia
Dopo aver studiato all'Università di Praga, ottenne nel 1398 il titolo di baccelliere: nel 1399 è a Oxford, in Inghilterra, per completare gli studi di teologia. Torna a Praga nel 1401, recando con sé scritti di John Wyclif, di cui è fervido sostenitore, facendoli conoscere, in particolare, a Jan Hus.
L'anno seguente era di nuovo a Oxford e propagandava le tesi di Wyclif: finito in carcere, alla liberazione si recò in Palestina nel 1403 e l'anno dopo a Parigi, dove visse poveramente ma riuscì a conseguire una laurea alla Sorbona nel 1405; guardato con sospetto per le sue posizioni, giudicate eterodosse, preferì allontanarsi, stabilendosi nel 1406 a Colonia, dove conseguì la laurea in lettere; a seguito di un discorso, tenuto nell'Università di Heidelberg, in cui aveva difeso le teorie wycliffiane e attaccato la corruzione delle gerarchie ecclesiastiche, venne espulso e tornò a Praga nel 1407.
Nel 1410, a Buda, rivolse un appello a re Sigismondo perché si mettesse a capo di un movimento riformatore della Chiesa; dopo esser stato fatto imprigionare per breve tempo dall'arcivescovo di Esztergom, fu a Vienna, dove venne ancora arrestato con l'accusa d'eresia e interrogato dall'Inquisizione. Riuscito a fuggire a Jindrichuv Hradec, vi denunciò il mercato delle indulgenze; lo stesso fece nel giugno 1412 a Praga, dove guidò i funerali di tre manifestanti, decapitati a seguito delle proteste popolari per la vendita delle indulgenze promosse dall'antipapa Giovanni XXIII; nel marzo 1413 era a Cracovia, invitato dal re di Polonia, Ladislao II a occuparsi dell'Università di Cracovia e, al seguito del fratello del re, giunse fino in Russia.
Persona generosa, volle recarsi a Costanza, dov'era in svolgimento il Concilio in cui si giudicava anche dell'ortodossia delle tesi dell'amico Hus, allo scopo di difenderlo. Alla condanna e all'esecuzione sul rogo di Hus, avvenuta il 6 luglio 1415, Girolamo fuggì ma, arrestato in Baviera, fu ricondotto a Costanza. Malgrado dichiarasse di rinnegare le sue idee, fu tenuto in carcere per quasi un anno.
(Poggio Bracciolini, 30 maggio 1416)

### Il processo e la condanna
Il 16 maggio 1416, di fronte ai suoi inquisitori, ritrattò la precedente abiura. Già nel 1409, scrivendo all'amico Matteo da Knin, aveva sottolineato come la mente «quando è oppressa interiormente dall'angoscia e dalle tribolazioni e incalzata dall'obbrobrio delle lingue degli accusatori, come può restar salda la tua fiducia davanti ai tuoi avversari? Bramosi della tua morte, spalancano le fauci come leoni, agitando la testa e fissandoti negli occhi; se guardi indietro vedi molti becchi di cicogna che aumentano la tua angoscia. Tutti o quasi tutti ti hanno abbandonato. Ma Dio ti accoglie, Lui che solleva gli eletti e dissolve gli ostacoli. E nessuno ti disprezzi, se sotto il peso gravissimo, abbandonato da tutti, non hai saputo rimanere in piedi, perché il giusto cade sette volte al giorno, ma si risolleva, mentre l'empio, se cade una volta sola, non saprà più sollevarsi».

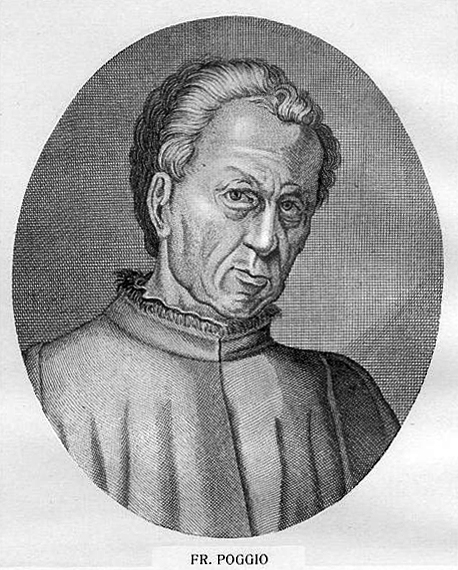
Poggio Bracciolini

L'umanista Poggio Bracciolini, presente in quei giorni a Costanza, ha lasciato una diretta testimonianza del processo e dell'esecuzione di Girolamo, attraverso una lettera in latino indirizzata a Leonardo Bruni il giorno stesso della condanna al rogo.
«Condotto in pubblico e comandato di rispondere a ciascuna accusa, per lungo tempo si rifiutò di rispondere, affermando di voler prima chiarire la sua posizione piuttosto che rispondere alle accuse specifiche sostenute dai suoi avversari [...] Negatagli però questa possibilità, così disse di seguito: "Che iniquità è questa, che per ben 340 giorni sono stato in un carcere durissimo, in mille brutture, nella sporcizia, nei ceppi, nella mancanza d'ogni cosa, mentre voi avete sempre ascoltato i miei accusatori e detrattori, e ora non mi volete ascoltare un'ora sola? Avendo dato loro udienza per tanto tempo, vi hanno persuaso che io sia eretico, nemico della fede e persecutore della chiesa. Voi avete giudicato nelle vostre menti che io sia un uomo scelleratissimo, prima di aver potuto sapere quale uomo io sia in realtà. Ma io vi ricordo che voi siete uomini, non dèi, siete mortali, non immortali, potete trascorrere, errare, essere ingannati e sedotti [...]"
Ma essendo stato più volte interrotto dallo strepito e dal rumore di molti, alla fine si decise nel Concilio che Girolamo rispondesse principalmente sugli errori dei quali era accusato, e che poi gli fosse concessa la facoltà di poter parlare quanto volesse [...]»
Respinte le accuse di essere detrattore del papato e del papa romano, nemico dei cardinali, persecutore dei prelati e del clero e nemico della religione cristiana, sulla dottrina dell'eucaristia ribadì l'ortodossia dottrinale, ma fu insultato con appellativi di ipocrita, di cane e d'asino.
Rinviata l'udienza a tre giorni dopo, gli fu concesso di parlare: ricordò la sorte di Socrate, la prigionia di Platone, le torture patite da Anassagora e da Zenone, la morte di Boezio e le condanne di Giovanni Battista, del Cristo e di santo Stefano. «Ma essendo tutto il peso della causa posto sui testimoni dell'accusa, con molte ragioni dimostrò che non si dovesse prestar loro fede, mostrando che avevano detto tutte quelle cose non per amore di verità ma per odio, malevolenza e invidia [...] Erano le menti dei circostanti contratte e si piegavano quasi a misericordia [...]».

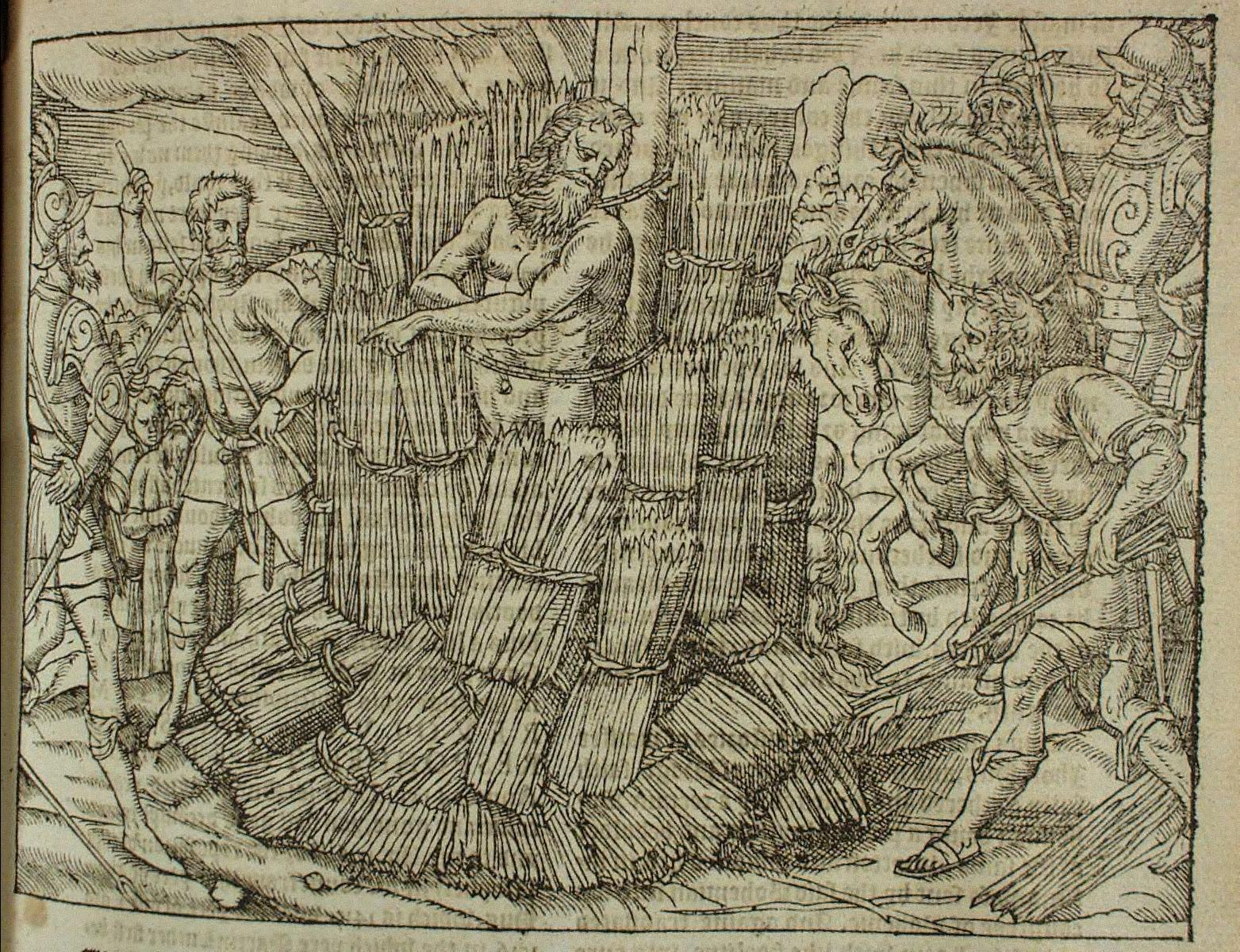
Il rogo di Girolamo da Praga

Tutti aspettavano che ammettesse e ritrattasse i suoi errori e chiedesse perdono ma «alla fine cominciò a lodare un certo Giovanni Hus, che era stato condannato al rogo e diceva che era stato un uomo buono, giusto, santo e non degno di quella morte. Preparato con forte e costante animo a sostenere qualunque sospetto piuttosto che a cedere ai suoi nemici, a quei falsi testimoni, i quali non potranno mentire davanti a Dio, quando dovranno render conto delle cose dette. Il dolore dei circostanti era grande e tutti desideravano che gli fosse risparmiata la morte, se veramente fosse stato sincero. Girolamo, perseverante nelle sue convinzioni, lodava quel Giovanni e confermava di non avergli mai sentito dire alcuna cosa contro lo stato della chiesa di Dio, ma contro le perverse consuetudini dei chierici, contro la superbia e la pompa dei prelati, anche devastatori dei beni delle chiese. Dal momento che i beni delle chiese dovevano prima distribuirsi ai poveri, poi ai pellegrini e alla fabbrica delle chiese, non era cosa degna spenderli con le prostitute, nei banchetti, nei cavalli, nei cani, nella pompa dei vestiti e in tante altre cose indegne della religione di Cristo».
Gli furono ancora concessi due giorni per confessare le sue presunte colpe; dopo i quali, il 30 maggio 1416, fu dal Concilio giudicato eretico e condannato al rogo.
«Al quale venne con fronte gioconda e con viso lieto, non spaventato dal fuoco, non dai tormenti, non dalla morte, e non vi fu mai nessuno stoico che come lui sostenesse la morte con animo così forte e costante. Quando giunse nel luogo del supplizio, si spogliò da solo dei vestiti e, inginocchiatosi, salutò il palo al quale fu poi legato con molte funi e fu stretto, nudo, con una catena. Dopo che gli fu posta intorno al petto e alle reni molta legna, mista a paglia, e fu appiccato il fuoco, Girolamo cominciò a cantare un certo inno, che fu interrotto dal fumo e dalle fiamme».